# Seznam ameriških saksofonistov
Seznam ameriških saksofonistov.

## A
- Lee Allen (glasbenik)

## B
- T. K. Blue
- Napoleon Murphy Brock

## C
- Captain Beefheart
- James Carter
- John Carter (glasbenik)
- Clarence Clemons
- Al Cohn
- Ornette Coleman
- Steve Coleman
- John Coltrane
- King Curtis

## D
- Eddie Daniels
- Eddie Davis (saksofonist)
- Amy Denio
- Lou Donaldson

## F
- Lee Ferrell

## G
- Kenny Garrett
- Stan Getz
- Glen Gray

## H
- John Handy
- Coleman Hawkins
- Julius Hemphill
- Johnny Hodges

## I
- Mike Inez

## J
- Illinois Jacquet
- Jerry DePizzo
- Isham Jones
- Louis Jordan
- Bill Justis

## K
- Rahsaan Roland Kirk
- Dave Koz

## L
- Oliver Lake
- Eric Leeds
- John Linnell
- Charles Lloyd
- Joe Lovano
- David Lynch (glasbenik)

## M
- Branford Marsalis
- Jerry Martini
- Big Jay McNeely
- Joe McQueen

## N
- Jack Nitzsche

## P
- Robert Palmer
- Charlie Parker
- Art Pepper

## R
- Boots Randolph
- Sigurd Raschèr
- Dannie Richmond
- Pat Rizzo
- Sonny Rollins
- Eugene Rousseau (saksofonist)

## S
- Wayne Shorter
- Zoot Sims
- Skerik
- Richard Lewis Spencer

## T
- Nino Tempo
- Gary Thomas

## W
- Rudy Weidoeft

## Y
- Lester Young

## Z
- John Zorn